# Michael Castle
Michael Newbold Castle (Wilmington, 2 luglio 1939 – Greenville, 14 agosto 2025) è stato un politico statunitense, membro della Camera dei rappresentanti per lo stato del Delaware dal 1993 al 2011 e in precedenza governatore dello stesso stato dal 1985 al 1992.

## Biografia
Nato a Wilmington, Castle si laureò in legge all' Università di Georgetown e successivamente lavorò come avvocato.
Membro del Partito Repubblicano, tra il 1965 e il 1966 fu vice procuratore generale del Delaware, finché venne eletto all'interno della Camera dei rappresentanti del Delaware, la camera bassa della legislatura statale. Due anni dopo ottenne un seggio nella camera alta, il Senato del Delaware, dove rimase fino al 1977.
Dopo una pausa dalla politica nella quale riprese la professione di avvocato, nel 1980 divenne vice del governatore Pierre S. du Pont IV; Castle mantenne l'incarico fino al 1985, quando cioè si candidò egli stesso alla carica di governatore e fu eletto. Nel 1988 ottenne poi dagli elettori un secondo mandato.
Impossibilitato ad ottenere un terzo mandato consecutivo come governatore in quanto non permesso dalle leggi dello stato, nel 1992 Castle si candidò alla Camera dei rappresentanti e riuscì ad essere eletto. Negli anni successivi fu riconfermato per altri otto mandati, fin quando nel 2010 decise di non chiedere la rielezione, optando invece per la corsa al Senato. Nelle primarie repubblicane Castle, che ideologicamente si configurò da sempre come un moderato, affrontò l'ultraconservatrice Christine O'Donnell e dopo una campagna elettorale molto combattuta venne sconfitto di misura. La O'Donnell finì poi per essere sconfitta con ampio margine dal candidato democratico Chris Coons.
Durante la sua permanenza al Congresso, Castle fu considerato un repubblicano di vedute decisamente centriste: fu ad esempio uno dei soli quindici deputati repubblicani che votarono a favore dell'abolizione del Don't ask, don't tell e fu co-autore di un disegno di legge bipartisan a favore della ricerca sulle cellule staminali. Fu inoltre l'autore della legge del 1996 che, a distanza di diciassette anni, divenne oggetto di dibattito per la controversia della moneta da mille miliardi di dollari.